# Phlegetonia
Phlegetonia är ett släkte av fjärilar. Phlegetonia ingår i familjen nattflyn.

## Dottertaxa tillPhlegetonia, i alfabetisk ordning[1]
- Phlegetonia agropoides
- Phlegetonia apicifascia
- Phlegetonia atripars
- Phlegetonia barbara
- Phlegetonia bifacies
- Phlegetonia bifascies
- Phlegetonia bryochlora
- Phlegetonia callichroma
- Phlegetonia carnea
- Phlegetonia catephioides
- Phlegetonia delatrix
- Phlegetonia dinawa
- Phlegetonia fulvigrisea
- Phlegetonia gilvicolor
- Phlegetonia holocausta
- Phlegetonia impleta
- Phlegetonia infida
- Phlegetonia ludatrix
- Phlegetonia mediofusca
- Phlegetonia megacycla
- Phlegetonia operatrix
- Phlegetonia opposita
- Phlegetonia palliatrix
- Phlegetonia palpalis
- Phlegetonia pantarcha
- Phlegetonia plusioides
- Phlegetonia porphyriota
- Phlegetonia praetexta
- Phlegetonia repleta
- Phlegetonia rosea
- Phlegetonia stictoprocta
- Phlegetonia strigula
- Phlegetonia subocellata
- Phlegetonia subviolescens
- Phlegetonia transversa
- Phlegetonia violescens